# Wratysław I
Wratysław I (ur. ok. 888, zm. 13 lutego 921) – książę czeski od 915 z dynastii Przemyślidów.
Był synem Borzywoja i Ludmiły, młodszym bratem Spitygniewa I.
Po śmierci starszego brata w 915 roku, Wratysław I został księciem. W konsekwencji hołdu lennego jaki złożył wcześniej jego zmarły brat królowi Arnulfowi z Karyntii, terytoria wokół Pragi znajdowały się pod wpływem Państwa wschodniofrankijskiego. W 915 roku książę Wratysław zaoferował węgierskim najeźdźcom swobodny przejazd i wsparł ich kampanię przeciwko saskiemu księciu Henrykowi I Ptasznikowi, jednak to zagrożenie węgierskie było największym problemem podczas jego panowania.
Przypisuje się mu ufundowanie około 916 roku bazyliki Świętego Jerzego na Zamku Praskim, w której został pochowany. Według niektórych historyków, był również założycielem Wrocławia.
Kronikarz Simon Kézai w Gesta Hungarorum podaje, że Wratysław I zginął w walce w czasie najazdu Węgrów na Czechy i Morawy. Po jego śmierci rozgorzał spór o władzę pomiędzy jego matką Ludmiłą i żoną Drahomirą.
W 906 lub 907 roku poślubił Drahomirę, księżniczkę stodorańską. Z tego małżeństwa pochodzili:
- Wacław I Święty,
- Bolesław I Srogi,
- Spitygniew, zmarły młodo
- cztery córki, jedną z nich mogła być Strzeżysława matka świętego Wojciecha.

| 4. Gościwit |  |                   |  |  |                |
|             |  | 2. Borzywoj I     |  |  |                |
| 5. NN       |  |                   |  |  |                |
|             |  |                   |  |  | 1. Wratysław I |
| 6. Sławibor |  |                   |  |  |                |
|             |  | 3. Ludmiła Czeska |  |  |                |
| 7. NN       |  |                   |  |  |                |
|             |  |                   |  |  |                |

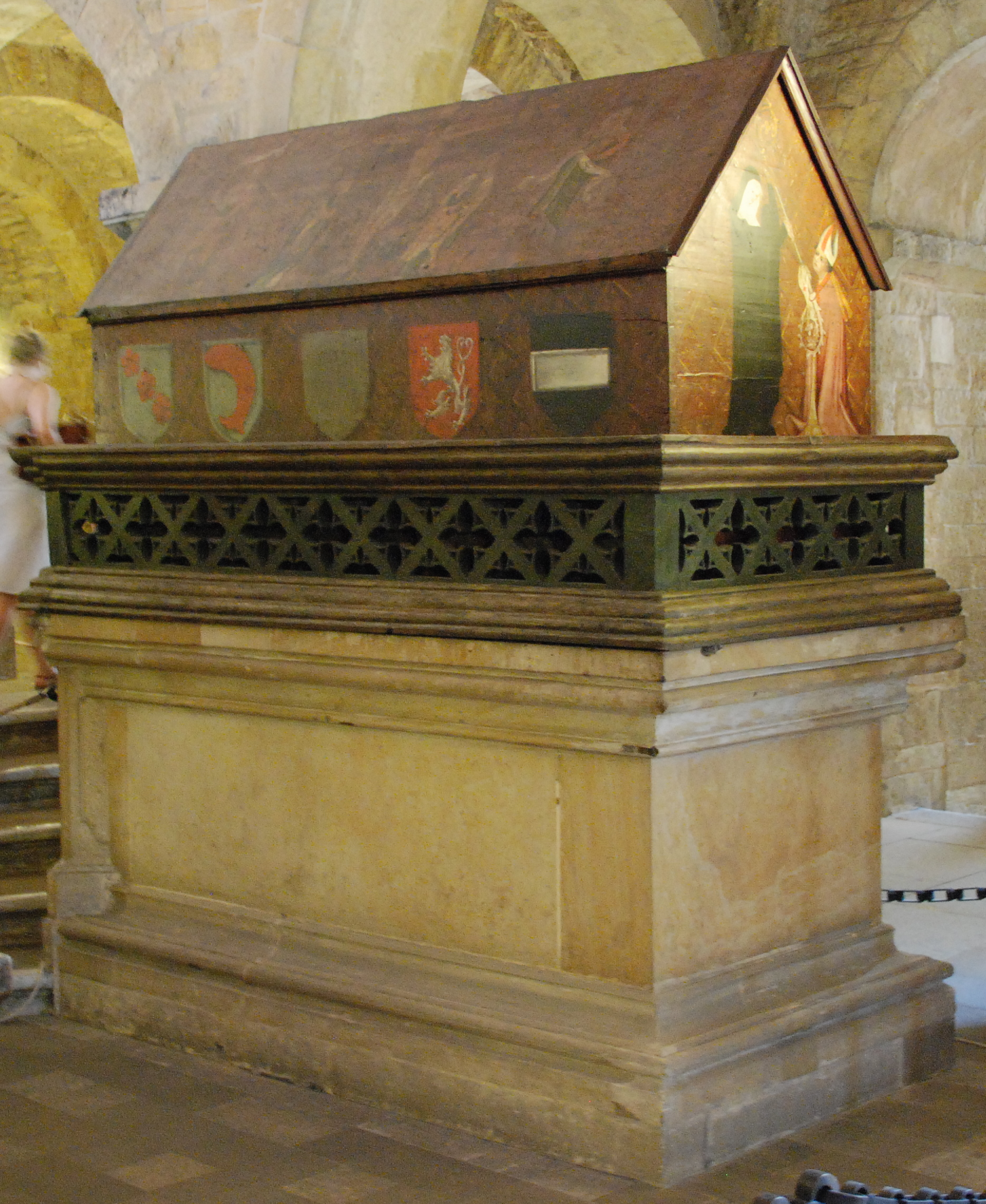
Grobowiec Wratysława I